# بلانش فيشر رايت
بلانش فيشر رايت (بالإنجليزية: Blanche Fisher Wright)‏ هي رسامة توضيحية أمريكية، ولدت في يونيو 1887 في ويسكونسن في الولايات المتحدة، وتوفيت في 1971 في إلينوي في الولايات المتحدة.